# Love Comes Quickly
Love Comes Quickly è un singolo del gruppo musicale Pet Shop Boys, il secondo estratto dal primo album in studio Please; venne pubblicato il 24 febbraio 1986.
La canzone, ritenuta dal gruppo come una delle loro preferite, narra dell'inevitabilità dell'amore, che prima o poi colpisce chiunque, persino coloro che rifiutano l'idea di innamorarsi nella loro vita. Love Comes Quickly entrò nella Top 20 della classifica britannica, tuttavia senza riuscire a riscuotere il successo del singolo precedente.

## La canzone
Prodotta da Stephen Hague, il produttore dell'intero album Please, il brano fu scritto interamente da Neil Tennant e Chris Lowe, seppur due strofe verso metà brano sono co-scritte dallo stesso Hague. Verso fine brano vi è una specie di assolo di sassofono, eseguito da Andy MacKay (membro dei Roxy Music).

## Pubblicazione
Pubblicato esclusivamente sotto formato vinile, assieme al successivo singolo Opportunities, il brano include fra i b-side diversi remix prodotti dal noto produttore Shep Pettibone. Suddetti remix, assieme al remix di That's My Impression (brano inedito), entrarono nella Top10 della classifica americana dance nell'Ottobre 1986. Il brano venne ulteriormente remixato nel 2003 dal duo Blank & Jones ed inserito nell'edizione speciale della raccolta PopArt: Pet Shop Boys - The Hits.

## Copertina
La copertina di Love Comes Quickly, una foto di Chris Lowe con un cappello con su la scritta "BOY", divenne rapidamente una delle immagini icona della carriera dei Pet Shop Boys. Talmente forte la popolarità della foto che diverse parodie ironizzarono su quella foto, persino nel videoclip di I'm with Stupid del 2006 e nel 2006 comic strip di webcomic Scary Go Round venne richiamato il volto di Lowe.
Neil Tennant diversi anni dopo dichiarò che si aspettava ciò, in quanto quella foto poteva essere considerata il momento del coming out del gruppo (foto definita da Tennant "incredibilmente gay").

## Video musicale
Diretto da Eric Watson, che sarebbe divenuto il regista di molti videoclip dei Pet Shop Boys, il video di Love Comes Quickly è molto semplice sia come effetti che come riprese: mostra diverse inquadrature del volto di Tennant che canta il brano, intervallate da montaggi raffiguranti diverse persone. In alcuni momenti compare anche Lowe, disteso su una sorta di pavimento a rete quadrata.
Successivamente Watson definì il video da lui girato un "completo disastro".

## Cover
Nonostante il brano non ottenne molto successo in termini di classifica, Love Comes Quickly è stato oggetto di molte cover, fra cui la primissima cover (del 1986, stesso anno di uscita del singolo) della giapponese Hidemi Ishikawa. Nel 2013 le Donatella hanno inciso una cover del brano all'interno del loro album di debutto Unpredictable, da cui verrà estratto come terzo singolo.

## Tracce
7" (Regno Unito)
- Lato A

1. Love Comes Quickly – 4:18

- Lato B

1. That's My Impression – 4:45

12" (Regno Unito)
- Lato A

1. Love Comes Quickly (Dance Mix) – 6:50

- Lato B

1. That's My Impression (Disco Mix) – 5:18

12" (Stati Uniti)
- Lato A

1. Love Comes Quickly (Shep Pettibone Mastermix) – 7:34
2. Love Comes Quickly (Dub Mix) – 6:55

- Lato B

1. Love Comes Quickly (Dance Mix) – 6:50
2. That's My Impression (Disco Mix) – 5:18

## Classifiche
| Classifica (1986)                                       | Posizione massima |
| ------------------------------------------------------- | ----------------- |
| Australia                                               | 54                |
| Belgio                                                  | 29                |
| Canada                                                  | 74                |
| Francia                                                 | 5                 |
| Germania                                                | 17                |
| Irlanda                                                 | 13                |
| Italia                                                  | 35                |
| Nuova Zelanda                                           | 8                 |
| Polonia                                                 | 22                |
| Regno Unito                                             | 19                |
| Stati Uniti                                             | 62                |
| Stati Uniti (hot dance club play)                       | 10                |
| Stati Uniti (hot dance music/ maxi-singles sales chart) | 37                |
| Svizzera                                                | 24                |